# ホテル・ウズベキスタン
ホテル・ウズベキスタン（英語: Hotel Uzbekistan、ロシア語: Отель Узбекистан）は、ウズベキスタンの首都タシュケントにあるホテルである。

## 概要
ホテル・ウズベキスタンはソビエト連邦時代の1974年に開業した、ウズベキスタンでも有数の歴史ある4つ星ホテルである。タシュケントの中心部に位置し、アミール・ティムール広場に面している。客室数は263で、うち126室にバルコニーが付属している。
レストランは3軒あり、そのうち最大の「ウズベキスタン」は700名を収容可能で、ウズベキスタン料理とヨーロッパの料理が供される他、結婚式やビジネス・ディナー、パーティーなどにも使用可能である。
この他、ジムやサウナ、土産物店、インターネットルーム、200名収容の会議室ビューティサロン、マッサージサロンなどが完備されている。マッサージサロンではシロバンガ (Shirobhanga、シロダーラに似た、アーユルヴェーダを利用したインド式セラピー) も受けることができる。

## 交通アクセス
市中心部にあるアミール・ティムール広場に面しており、アクセスは容易。タシュケント国際空港からは7.5km、タシュケント駅からは3.5km、タシュケント地下鉄のアミール・ティムール広場駅すぐそばにある。